# Leela Varghese
Leela Varghese (* 1992 in Bundaberg) ist eine australische Filmregisseurin, Drehbuchautorin und Filmschauspielerin.

## Leben und Werk
Varghese wurde 1992 in Bundaberg geboren. Ihr Vater ist Inder und ihre Mutter Libanesin. Von 2008 bis 2018 war sie Moderatorin der Kinderserie Totally Wild. Mit Courting veröffentlichte sie 2011 ihren ersten Kurzfilm. Dem folgten weitere Kurzfilme, bei denen sie meist Regie und Drehbuch übernahm. Schließlich gewann sie mit Crush beim Kurzfilmfestival Tropfest 2019 die Kategorie Bestes Drehbuch. Darin geht es um die Liebesgeschichte zwischen zwei indischen Frauen in Australien. Der Kurzfilm wurde an nur einem Tag gedreht und Varghese gab an, keine Minderheitengeschichte erzählen zu wollen.
Danach folgten weitere Kurzfilme, bis sie vom Film Lab Südaustralien für ein Programm ausgewählt wurde. Dabei erhielt sie zusammen mit Emma Hough Hobbs eine Förderung, um innerhalb von 12 Monaten ein Drehbuch für einen Langfilm zu erstellen. Aus drei Projekten wurde ihres ausgewählt. In der Folge erhielten sie weitere 600.000 Dollar Förderung zur Umsetzung des Projektes. Daraus entstand der Film Lesbian Space Princess. Der Film wurde bei den 75. Internationalen Filmfestspielen Berlin 2025 in der Sektion Panorama gezeigt und dort als Bester Spielfilm mit dem Teddy Award ausgezeichnet, der für herausragende LGBTQIA+-Filme verliehen wird.
Leela Varghese lebt offen lesbisch und in einer Beziehung mit Emma Hough Hobbs.

## Filmografie (Auswahl)

### Regie
- 2011: Courting (Kurzfilm)
- 2013: Diplobrats (Kurzfilm)
- 2019: Crush (Kurzfilm)
- 2020: The Normals (Kurzfilm)
- 2021: Science+ (Kurzfilm)
- 2022: Furbulous (Kurzfilm)
- 2024: Lesbian Space Princess

### Drehbuch
- 2011: Courting (Kurzfilm)
- 2013: Diplobrats (Kurzfilm)
- 2019: Crush (Kurzfilm)
- 2022: Furbulous (Kurzfilm)
- 2024: Lesbian Space Princess

### Weitere
- 2008–2018: Totally Wild (Moderator)
- 2024: Eddie’s Lil’ Homies (Miniserie)

## Auszeichnungen
- 2019: Bestes Drehbuch beim Tropfest für Crush

Lesbian Space Princess
- 2024: Publikumspreis des Adelaide Film Festivals, zusammen mit Emma Hough Hobbs
- 2025: Bester Spielfilm beim 39. Teddy Award im Rahmen der Berlinale, zusammen mit Emma Hough Hobbs